# Transaminasas elevadas
En la medicina, la presencia de transaminasas elevadas, comúnmente las transaminasas alanina transaminasa (ALT) y aspartato transaminasa (AST), puede ser un indicador de daño hepático o muscular.  Otros términos empleados son transaminasemia, transaminitis (que algunas fuentes consideran patológicamente sin sentido) y enzimas hepáticas elevadas (aunque no son las únicas enzimas del hígado).  Los rangos normales, tanto para ALT como para AST, son de 8 a 40 U/L con transaminesemia leve que se observa en el límite numérico ascendente de 250 U/L. Los incrementos inducidos por fármacos, como los que se producen con el uso de agentes antituberculosos como la isoniazida, se limitan típicamente a menos de 100 U/L tanto para la ALT como para AST. La cirrosis hepática o la insuficiencia hepática fulminante secundaria a la hepatitis suelen alcanzar valores tanto para  ALT, como para la AST en el rango de >1000 U/L. Las transaminasas elevadas que persisten menos de seis meses se denominan de naturaleza "aguda", y las que persisten durante seis meses o más se denominan de naturaleza "crónica".

## Fisiopatología
El hígado tiene transaminasas para sintetizar y descomponer los aminoácidos y para convertir las moléculas de almacenamiento de energía. Las concentraciones de estas transaminasas en el suero (la porción no celular de la sangre) son normalmente bajas. Sin embargo, si el hígado está dañado, la membrana de la célula hepática (hepatocito) se vuelve más permeable y algunas de las enzimas se filtran a la circulación sanguínea.
Las dos transaminasas que se miden comúnmente son la alanina transaminasa (ALT) y la aspartato transaminasa (AST).  Anteriormente, estos niveles se denominaban transaminasa de glutamato-piruvato sérico (SGPT) y transaminasa de glutamato-oxalacetato sérico (SGOT). Los niveles elevados son de diagnóstico sensible a las lesiones hepáticas, lo que significa que es probable que estén presentes si hay una lesión. Sin embargo, también pueden estar elevados en otras situaciones, como trastornos de la tiroides, enfermedad celíaca, trastornos musculares y destrucción de la hemoglobina, que suelta su hierro  y es captada por la ferritina, que llega al hígado y lo dañan.
La ALT se encuentra generalmente sólo en el hígado. La AST se encuentra más comúnmente en el hígado, pero también en cantidades significativas en el corazón (cardíaco) y en el músculo esquelético.
La medición de la ALT y la AST se utilizaron en el diagnóstico de los  ataques de corazón, aunque han sido reemplazadas por nuevas pruebas de enzimas y proteínas que son más específicas para el daño cardíaco.
Las posibles causas de los altos niveles de ALT son la inflamación del hígado (hepatitis A, B, C, mononucleosis infecciosa, fiebre viral aguda, alcohol, trastornos del páncreas), lesiones musculares (traumatismos, infarto de miocardio, insuficiencia cardíaca congestiva, insuficiencia renal aguda) y muchas toxinas y drogas.

## Función en diagnosis
En general, cualquier daño en el hígado causará elevaciones medias en estas transaminasas, pero el diagnóstico requiere la síntesis de muchas piezas de información, incluyendo la historia del paciente, el examen físico, y posiblemente imágenes u otros exámenes de laboratorio. Sin embargo, elevaciones muy altas de las transaminasas sugieren un daño hepático grave, como la hepatitis viral, la lesión hepática por falta de flujo sanguíneo o la lesión por drogas o toxinas. La mayoría de los procesos de enfermedad hacen que la ALT se eleve más que la AST; los niveles de AST duplican o triplican los de ALT son consistentes con la enfermedad hepática alcohólica.
Los niveles superiores a 1000 pueden estar asociados con la hepatitis isquémica.